# Charles-Albert de Habsbourg-Altenbourg
Pour les articles homonymes, voir Charles de Habsbourg-Lorraine (homonymie).
Charles Albert de Habsbourg-Altenbourg (Karl Albrecht von Österreich, plus tard Karl Albrecht Habsburg-Lothringen, à partir de 1919 – Karol Olbracht Habsburg-Lotaryński, à partir de 1949 – Karl von Habsburg-Altenburg), né à Pula le 18 décembre 1888 et mort à Östervik près de Stockholm le 17 mars 1951, est un archiduc d'Autriche devenu en 1919 citoyen polonais.

## Biographie

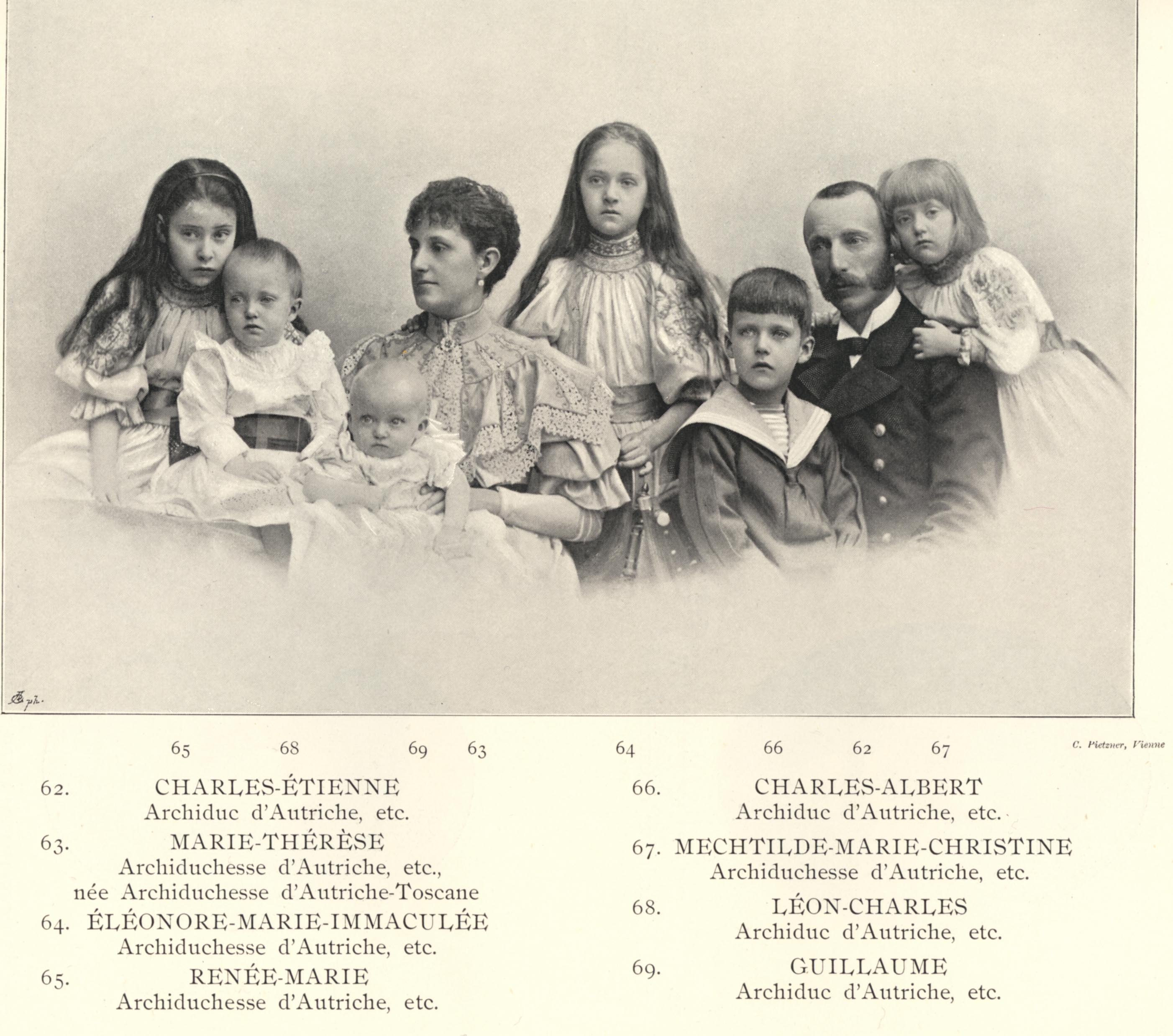
Le jeune archiduc Charles-Albert (no 66) en famille (en 1896).

Charles-Albert de Habsbourg-Altenbourg est le fils aîné de l'archiduc Charles-Étienne d'Autriche et de Marie-Thérèse de Habsbourg-Toscane.
Jusqu'en 1918, Charles-Albert est officier dans l'armée autrichienne, ensuite il est colonel de l'armée polonaise, commandant de la 16e brigade d'artillerie de la 16e division d'infanterie de Poméranie, commandant de la forteresse de Grudziądz, commandant de l'artillerie du groupe opérationnel de la 6e armée pendant la guerre soviéto-polonaise. Il est décoré de la Croix de la Valeur.
En 1920, il se marie morganatiquement avec Alice Elisabeth, née Ankarcrona, fille du noble suédois Oscar Carl Gustav Ankarcrona (en) et veuve en 1916 du comte Ludwik Badeni (dont un fils, le comte Joachim Casimir Badeni (pl), prêtre catholique). Charles-Albert et Alice élèvent leurs enfants dans l'esprit polonais. Leur fille Maria Krystyna n'apprend l'allemand qu'au collège.
En 1933, Charles-Albert reprend la gestion du domaine Żywiec après la mort de son père. 
En septembre 1939, alors que l'Allemagne nazie envahit la Pologne, Charles-Albert se porte volontaire pour l'armée polonaise, mais n'est pas mobilisé en raison de sa santé et de son âge. En novembre 1939, il est arrêté par la Gestapo après avoir refusé de se déclarer Allemand et sa famille est chassée de son palais à Żywiec. Charles-Albert reste emprisonné et torturé pendant plus de deux ans à Cieszyn. À la suite des interrogatoires, il devient partiellement paralysé et perd la vue d'un œil. Plus tard, il est assigné à résidence, sous la surveillance de la police jusqu'à la fin de la guerre. 
Son épouse Alice est internée avec leurs filles Maria-Krystyna et Renata Maria à Wisła. Elle traduit en anglais des informations de renseignement pour l'Armia Krajowa, la résistance polonaise, et surveille les stations de radio occidentales, alors que le fait même de posséder une radio est en Pologne occupée est puni de mort. Pour ses actions, elle est décorée Croix de la Valeur. 
Leur fils Karol Stefan combat dans la 1re division blindée polonaise du général Maczek. 
Après la Seconde Guerre mondiale, les Habsbourg de Żywiec ne récupèrent plus leur propriété  reprise par le IIIe Reich. Ils sont à nouveau expropriés, cette fois par les autorités communistes de la République populaire de Pologne. En 1949, toujours malade, Charles-Albert part en Suède pour se faire soigner. Il y meurt en 1951 sans récupérer la santé. Son épouse, son fils Karol Stefan et sa fille Maria Krystyna quittent la Pologne pour se rendre à ses funérailles. Ils n'en reviennent plus et sont déchus de leur citoyenneté polonaise.

## Descendance
- Karol Stefan (1921-2018), marié en 1952 avec sa cousine Maria-Louise Petersens (1910-1998).
- Maria-Krystyna (1923-2012).
- Karl-Albrecht (1926-1928).
- Renata Maria (1931-2024), mariée en 1957 avec Eduardo de Zulueta y Dato (es) (1923-2020), ambassadeur d'Espagne.

## Honneurs
- L’archiduc Charles-Albert fut nommé chevalier de l’ordre de la Toison d’or en 1910 par l’empereur François-Joseph Ier [1].

## Jeux vidéos
- Dans le jeu de stratégie Hearts of Iron 4, Si le joueur choisi de restaurer le royaume de Pologne, il pourra choisir entre quatre candidats pour qu'un d'entre eux devienne roi de Pologne. Charles-Albert est l'un de ces quatre candidats.